# Sara Dylan
Sara Dylan, ursprungligen Shirley Marlin Noznisky, född 25 oktober 1939 i Wilmington, Delaware, är mest känd som musikern Bob Dylans hustru 1965–1977. Hon var gift med fotografen Hans Lownds från 1959 till cirka 1961/1962 och hette då Sara Lownds.
Sara Dylan, då med efternamnet Lownds, gifte sig med Bob Dylan den 22 november 1965. De fick fyra barn tillsammans (bland andra låtskrivaren och musikern Jakob Dylan) och skilde sig 29 juni 1977. På Bob Dylans album Blood on the Tracks (1975) anspelar flera av låtarna på relationen till henne. Låten "Sara" på skivan Desire (1976) är skriven till Sara Dylan. I låten "Sara" avslöjar Bob Dylan dessutom att han skrev "Sad-Eyed Lady of the Lowlands" (från albumet Blonde on Blonde, 1966) till Sara.

## Filmografi
- 1978 – Renaldo and Clara